# Pasażer

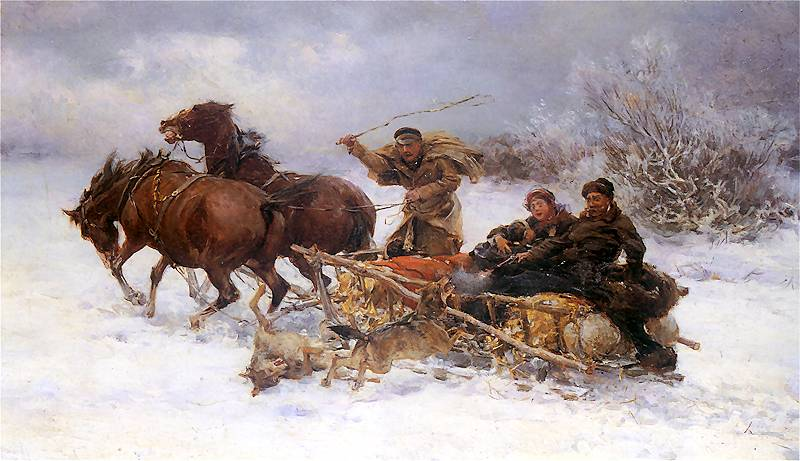
Woźnica popędza zaprzęg, pasażer się ostrzeliwuje, pasażerka osłania dziecko; obraz „Wilki napadające na sanie”, ok. 1890, autor: Alfred Kowalski

Pasażer – osoba korzystająca ze środka transportu, która nie kieruje pojazdem. Pasażerem jest zarówno osoba, która jedzie publicznym środkiem transportu (np. metra), jak i np. samochodu.
Pasażer kolejowy – osoba podróżująca pociągiem lub znajdująca się na terenie kolejowym przed rozpoczęciem podróży pociągiem lub po jej zakończeniu, z wyłączeniem członków obsługi pociągów.